# Remo Bracchi
Remo Bracchi (Piatta di Valdisotto, 10 settembre 1943 – Roma, 5 maggio 2019) è stato un religioso, poeta, glottologo, dialettologo e docente universitario italiano.

## Biografia
Conseguita la maturità classica a Parma nel 1963 e laureatosi in lettere classiche presso l'Università Cattolica del Sacro Cuore di Milano nel 1972 (con una tesi sul dialetto di Bormio), fu ordinato sacerdote della congregazione salesiana a Chiari (28 maggio 1975), dopo la professione perpetua emesse qualche anno prima, nel 1966. Religioso di vasta cultura, poliglotta, divenne docente ordinario di glottologia presso la facoltà di lettere cristiane e classiche dell'Università Pontificia Salesiana a Roma. Pubblicò circa 480 articoli e saggi su argomenti glottologici, linguistici e agiografici.
Membro della Società Italiana di Glottologia (dal 1980), cofondatore (nel 1999) e direttore dell'Istituto di Dialettologia e di Etnografia Valtellinese e Valchiavennasca, direttore del Bollettino Storico dell'Alta Valle, ricoprì vari incarichi e ricevette diversi riconoscimenti, tra cui il premio "Caterina De Cio Bellati Canal" (insieme all'allievo Emanuele Mambretti) per la realizzazione del Dizionario etimologico-etnografico dei dialetti di Livigno e Trepalle.
Dal febbraio 2010 faceva parte della Commissione internazionale di valutazione che sovraintende al Lessico etimologico italiano.

## Opere

### Opere di linguistica
- Inventario dei toponimi della Società Storica Valtellinese
- Dizionario etimologico grosino, 1995 (con Gabriele Antonioli)
- Dizionario etimologico dei dialetti della Val Tartano, 2003 (con Giovanni Bianchini)
- Dizionario etimologico-etnografico dei dialetti di Livigno e Trepalle (con Emanuele Mambretti)

### Opere di poesia
- Decacordo, 1974
- Crisalide, 1975
- Conchiglia, 1976
- Fra Gioàn de San Martìn, 1978
- Il Santo Crocifisso di Combo, 1979
- Lilith, 1982
- Kénoma, 1985
- La tèra perdùda, 1987
- La vìa de la šperànza, 1988
- Öc de lüš (Volto di luce), 1989
- Zebrusius, 1991
- In Archègna, 1994
- Iblis, 1998
- Björn, 1998
- Sansànco, 1999
- Inni di Sant'Ambrogio, 2004
- Steli, stele, stille e stelle, 2007
- Sull'arpa degli angeli. Crocicchi di memorie salesiane, 2011
- Armét. Semi di arguzia, sapienza, intelligenza, 2013